# Рафаэль Скапини де Алмейда
Рафаэль Скапини де Алмейда (порт. Rafael Scapini de Almeida, более известный, как Рафинья порт. Rafinha; родился 29 июня 1982 года Бразилия) — бразильский футболист, защитник финского клуба ОЛС.

## Клубная карьера

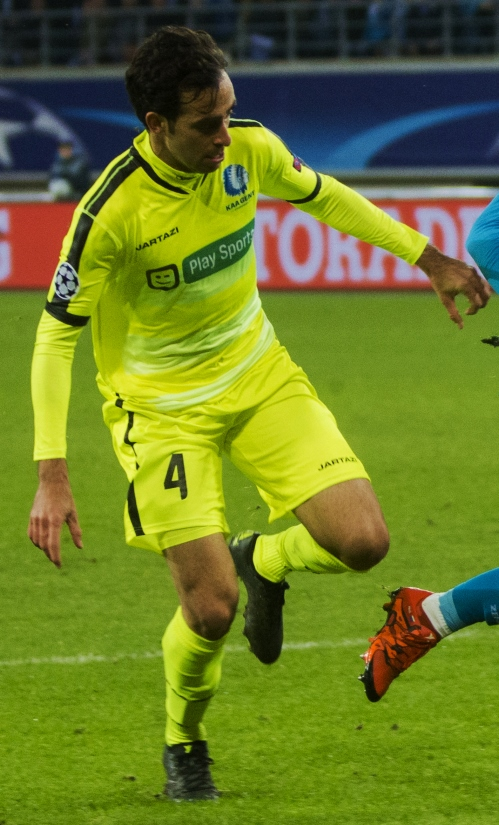
Рафинья в составе «Гента»

Рафинья начал карьеру в малоизвестном бразильском клубе «Кампинас». В 2005 году он переехал в Финляндию, где несколько сезонов успешно отыграл за «АС Оулу». В 2008 году Рафинья перешёл в «Тампере Юнайтед». 12 мая в матче против «Хаки» он забил свой первый гол за «Юнайтед» в Вейккаус лиге. В 2009 году Рафинья помог команде выйти в финал Кубка Финляндии. В 2010 году он перешёл в ХИК. 16 апреля в матче против КуПСа Рафинья дебютировал за столичную команду. 30 августа в поединке против «Мариехамна» он забил свой первый гол за ХИК.
Летом 2011 года Рафинья перешёл в бельгийский «Гент». 11 сентября в матче против «Зюлте-Варегем» он дебютировал в Жюпиле лиге. 4 февраля 2012 в поединке против «Ауд-Хеверле Лёвен» он забил свой первый гол за «Гент». В 2015 году Рафинья помог «Генту» впервые в истории выиграть чемпионат, а также завоевать Суперкубок Бельгии.
С лета 2016 по 2019 годы выступал за «ХИК».
В 2020 году Рафинья вернулся в «АС Оулу».

## Личная жизнь
У Рафиньи финская жена и двое детей.

## Достижения
Командные
 ХИК
- Чемпионат Финляндии по футболу (4): 2010, 2011, 2017, 2018

 «Гент»
- Чемпионат Бельгии по футболу — 2014/2015
- Обладатель Суперкубка Бельгии — 2015